# Crkvine (gmina Tutin)
Crkvine (cyr. Црквине) – wieś w Serbii, w okręgu raskim, w gminie Tutin. W 2011 roku liczyła 80 mieszkańców.